# Parc national de William Bay
Le parc national de William Bay (William Bay National Park) est un parc national australien situé à 369 km au sud-est  de Perth, la capitale de l'État.
Situé à quinze kilomètres à l'ouest de Denmark, le parc couvre une superficie de 1734 hectares et abrite la baie de Greens Pool et les amas de rochers d’Elephant Rocks. Les blocs de granit créent une barrière naturelle qui protège Greens Pool des grosses vagues de l'océan et en font une plage où la baignade pour les enfants est possible sous surveillance. Le parc est situé dans la région du Great Southern le long de la côte Rainbow et dans le Comté de Denmark.
William Bay a été nommée d'après le célèbre explorateur britannique de l'Arctique et navigateur, Sir William Edward Parry, en association avec deux autres lieux caractéristiques proches, Parry Inlet et Edward Point. La baie a été nommée en 1830 par John Septimus Roe, le géomètre en chef de l'état.
L'espèce d'araignée Austrarchaea mainae, actuellement considérée comme menacée, a été retrouvée dans le parc au cours d'une enquête menée en 2008.

## Galerie

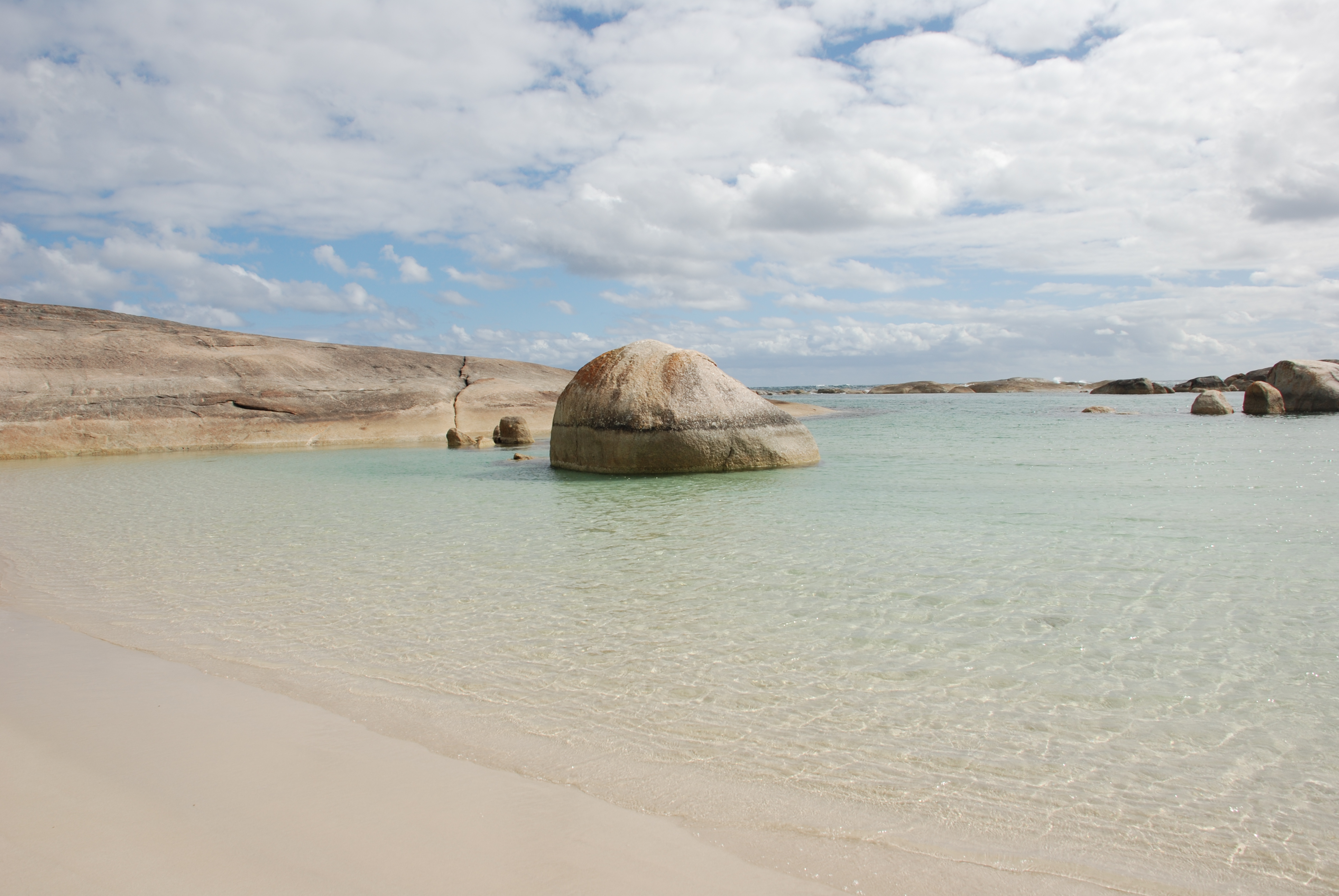
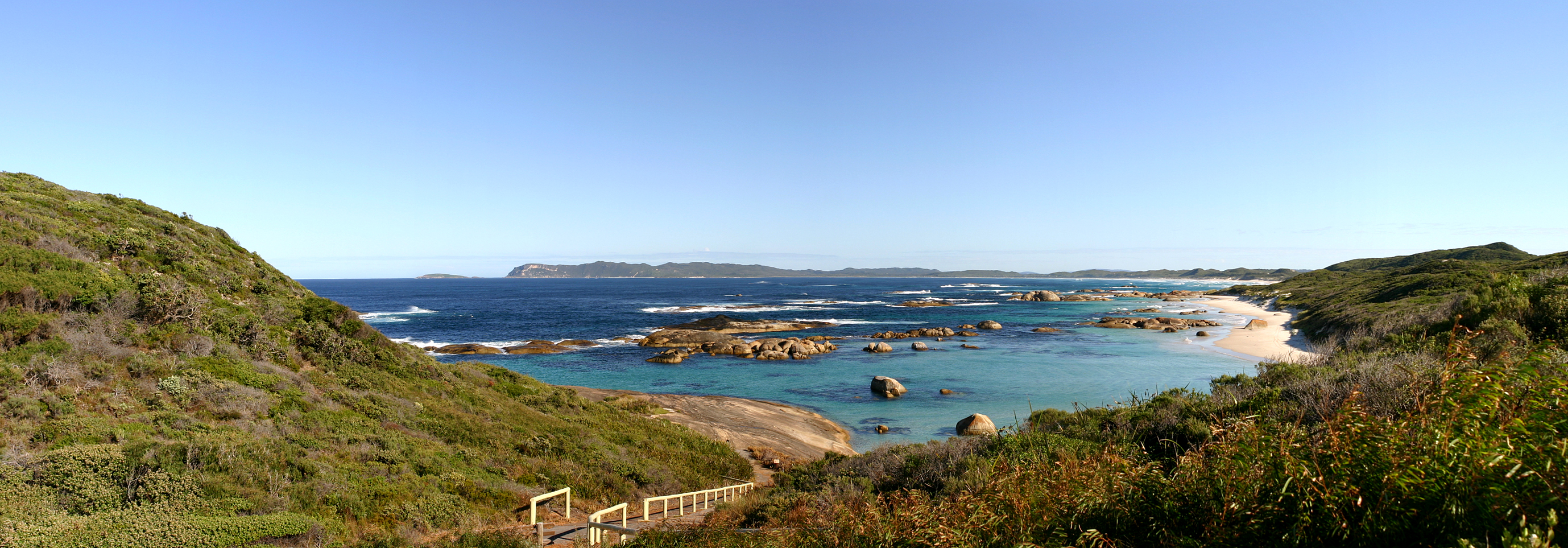